# Parnassianisme
El parnassianisme és un moviment literari francès de la segona meitat del segle xix (ca. 1860) creat com a reacció contra el romanticisme de Victor Hugo, el subjectivisme i el socialisme artístic. Els fundadors d'aquest moviment van ser Théophile Gautier (1811-1872) i Leconte de Lisle (1818-1894).
La paraula és d'origen grec i fa referència al cim Parnàs, al mont Olimp, on estaven les muses inspiradores, que eren deesses menors.

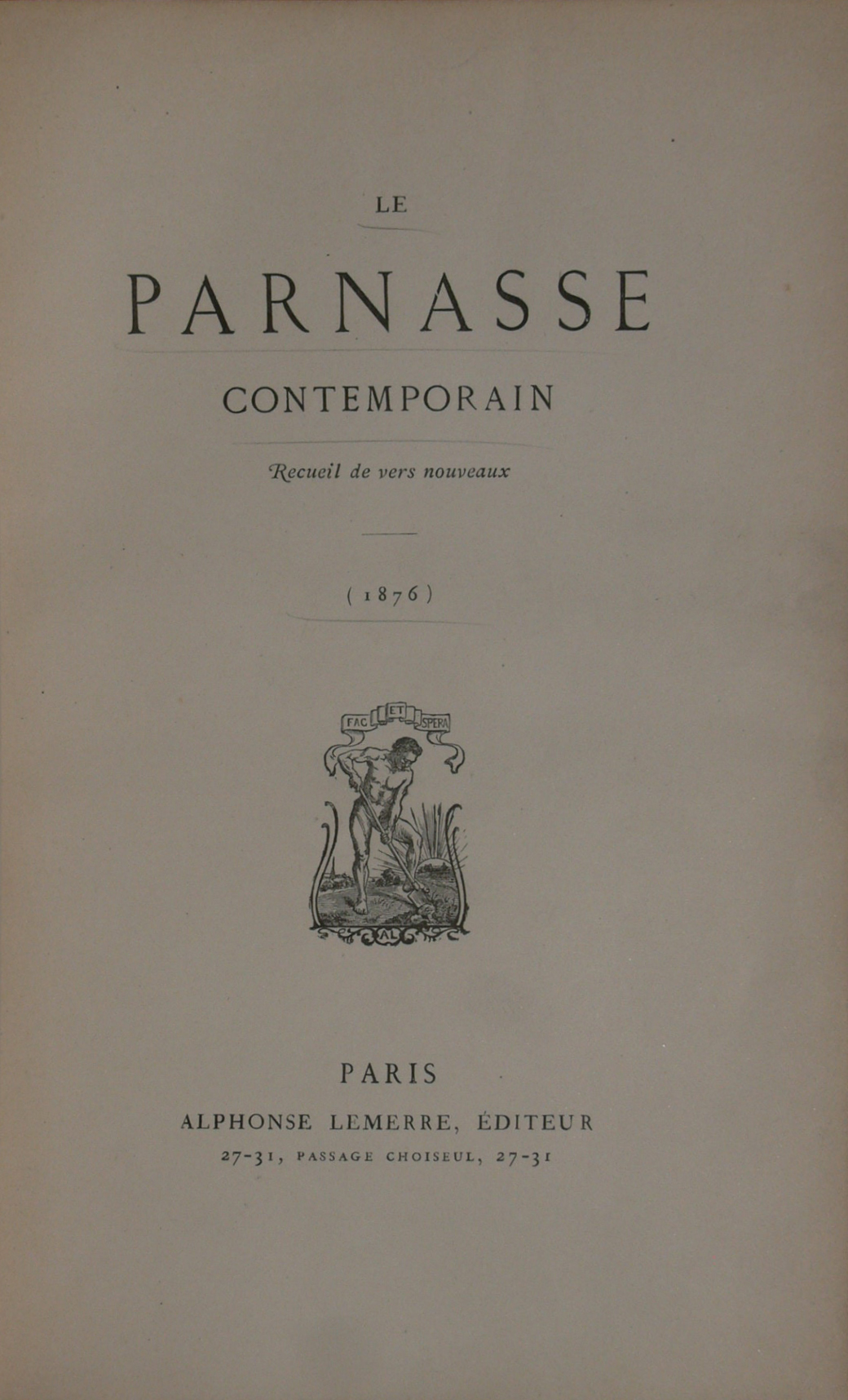
Portada de Le Parnasse contemporain (3r volum).

L'any 1866 tingué lloc la publicació de tres antologies poètiques titulades Le Parnasse contemporain. Hi figuraven poemes de Théophile Gautier, Leconte de Lisle, Théodore de Banville, Sully Prudhome i Catulle Mendés, als qui es van afegir noms d'altres poetes que la història de l'art no ha classificat com a parnassians. Entre aquest darrers es trobava Charles Baudelaire. De la mateixa manera, un primerenc Stéphane Mallarmé escriu onze poesies dins de la publicació, entre ells "Brisa marina" i "Almoina".
El Parnassianisme va sorgir com una antítesi del romanticisme i els seus excessos; excés de subjectivisme, hipertròfia del jo (creixement excessiu i anormal), excés de sentiment. Per contra, que els parnassians preconitzaren una poesia despersonalitzada, allunyada dels propis sentiments i amb temes que tingueren a veure amb l'art, temes suggeridors per ells mateixos, bells, exòtics, amb una marcada preferència per l'antiguitat clàssica, especialment la grega, i pel llunyà Orient.
Pel que fa a l'estil, els parnassians tenien molta cura de la forma. Continent i contingut havien d'anar d'acord. D'aquesta manera, si els romàntics van demostrar una preocupació pels sentiments, els parnassians ho van fer per la bellesa. El lema del parnassianisme era: "l'art per l'art", art vist com a forma i no com contingut. Art que no estiguera compromès amb la realitat social. El parnassianisme representa una reacció contra el subjectivisme poètic i un menyspreu contra l'emoció poètica.

## Alguns poetes parnassians
| - Konstandinos Petru Kavafis - Charles Marie René Leconte de Lisle - Théodore de Banville - Catulle Mendès - Sully Prudhomme - Paul Verlaine | - José María de Heredia - François Coppée - Théophile Gautier - Renée Vivien - Olavo Bilac |

D'altres s'hi han inspirat, com ara Francis Jammes i Paul-Jean Toulet.